# Algoritmo di Lagrange
In matematica, e più precisamente in algebra lineare, l'algoritmo di Lagrange è un algoritmo utile a trovare una base ortogonale in uno spazio vettoriale di dimensione finita munito di un prodotto scalare. 
Si tratta di una variante del processo di ortogonalizzazione di Gram-Schmidt utilizzata nel caso in cui il prodotto scalare non sia definito positivo.

## L'algoritmo
Sia {\displaystyle V} uno spazio vettoriale di dimensione finita su un campo {\displaystyle K} di caratteristica diversa da 2, con forma bilineare simmetrica {\displaystyle \phi }. L'algoritmo costruisce una base ortogonale a partire da una base {\displaystyle v_{1},\ldots ,v_{n}} data. Si tratta di applicare iterativamente per {\displaystyle i=1,\ldots ,n} le mosse seguenti:
- Se {\displaystyle v_{i}} non è isotropo, allora {\displaystyle \phi (v_{i},v_{i})\neq 0} e si definisce

{\displaystyle v'_{i}=v_{i}-\sum _{j>i}{\frac {\phi (v_{i},v_{j})}{\phi (v_{j},v_{j})}}v_{j}}
Il risultato è un vettore {\displaystyle v'_{i}} che continua a formare una base con i vettori restanti, ma ortogonale a tutti i vettori successivi: infatti {\displaystyle \phi (v_{i}',v_{j})=0} per ogni {\displaystyle j>i}. Quindi si sostituisce {\displaystyle v_{i}} con {\displaystyle v_{i}'}.
- Se {\displaystyle v_{i}} è un vettore isotropo, viene scambiato con un elemento non isotropo {\displaystyle v_{j}} con {\displaystyle j>i}. Nel caso in cui tutti tali vettori siano isotropi, si cerca un vettore non isotropo tra i {\displaystyle v_{j}+v_{k}} con {\displaystyle j,k\geq i}. Se anche tutti questi sono isotropi, allora la base è già ortogonale e l'algoritmo si interrompe.